# Mahmud Shah di Pahang
Paduka Sri Sultan Mahmud Shah ibni al-Marhum Sultan Muhammad Shah (... – 1530) è stato sultano di Pahang dal 1519 al 1530.

## Primi anni di vita
Conosciuto come Raja Muzaffar prima della sua ascesa al trono, era il figlio minore del primo sultano di Pahang Muhammad Shah e di sua moglie Mengindra Putri. Sposò la cugina Raja Putri Olah binti al-Marhum Sultan Ahmad, figlia del secondo sultano di Pahang, e a Bintan nel 1519 Raja Khadija al-binti Marhum Sultan Mahmud Shah, figlia dell'ultimo sultano di Malacca. Da loro ebbe quattro figli, due maschi e due femmine.

## Regno
Durante il regno di Mansur Shah I scoppiò una guerra aperta tra il Pahang e l'Impero portoghese che proseguì con il nuovo sovrano. Egli fu personalmente coinvolto nello scontro con i portoghesi in alleanza con il deposto Mahmud Shah di Malacca, suo suocero. Assistette le forze alleate negli attacchi contro la spedizione portoghese nello stretto di Malacca e sconfisse le truppe di terra sbarcate.
Nel 1522 un'unità portoghese tentò un'incursione nel Pahang ma venne eliminata dai soldati del sultanato. In collaborazione con le forze della Malacca, il Pahang riuscì a sconfiggere i portoghesi nella battaglia del fiume Muar. Nel 1523 scattò la rappresaglia portoghese che vide Alfonso de Souza attaccare il Pahang, uccidere cinquemila malesi e ridurne un gran numero in schiavitù. Anni dopo, nel 1526, il sultanato si vendicò con l'invio di duemila soldati in aiuto alle forze alleate rifugiatesi a Bintan per sfuggire a Pedro Mascarenhas.
Mahmud Shah morì nel 1530 e gli succedette Raja Jainad, suo figlio primogenito. Gli fu concesso il titolo postumo di Marhum di Hilir.